# روش ردپا
روش ردپا(به انگلیسی:Footprinting) امکان تعیین محل ناحیه تنظیمی را در قطعه ای که با روش تاخیر حرکت در ژل مشخص شده است فراهم می سازد. این روش بر این اساس استوار است که میان کنش DNA با پروتئین تنظیمی سبب حفاظت DNAی ناحیه ای از توالی تنظیمی در مقابل عملکرد تجزیه کنندگی اندونوکلئازهایی مثل دئوکسی ریبونوکلئازI می شود. این تکنیک را می توان برای تعیین محل اتصال پروتئین روی ملکول DNA بکار برد.

## روش

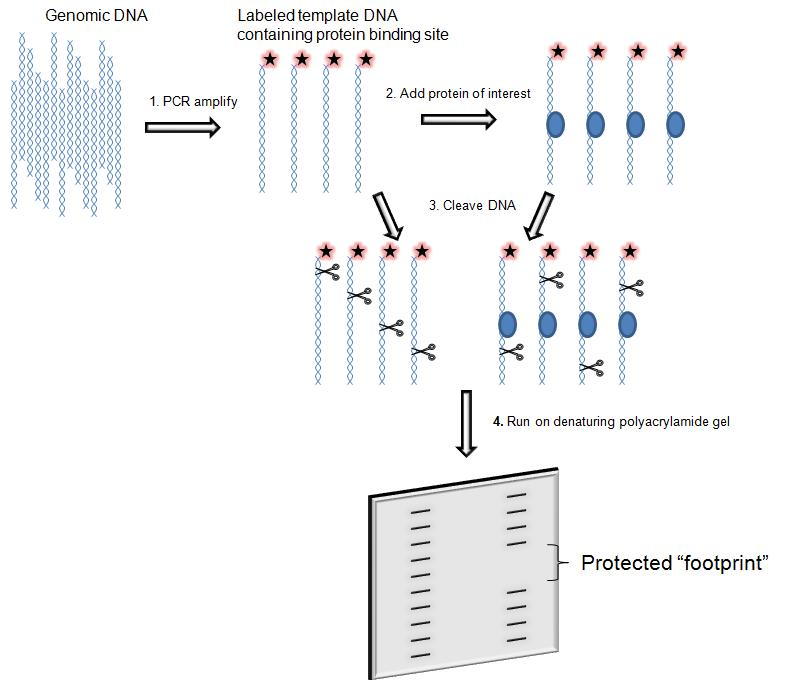
روش ردپا با آنزیم دئوکسی ریبونوکلئاز I

ابتدا یک انتها قطعه DNA مورد مطالعه نشان دار می شود و سپس آن را با پروتئین تنظیمی مخلوط می کنند. در مرحله بعد آنزیم دئوکسی ریبونوکلئازI اضافه می شود، اما مقدار آنزیم بکار رفته محدود است تا هضم کامل قطعه DNA صورت نپذیرد. در واقع هدف این است که هر ملکول DNA فقط در یک پیوند فسفودی استر بریده شود. اگر پروتئینی به قطعه DNA متصل نشده باشد، نتیجه تیمار، دسته ای از قطعات نشان دار است که هرکدام تنها در یک نوکلئوتید اختلاف اندازه دارند. پس از حذف پروتئین اتصالی و بعد از جداسازی قطعات روی ژل پلی اکریل آمید، این دسته قطعات به‌صورت پلکانی از نوارها، روی اتورادیوگراف ظاهر می شوند. اما، پروتئین اتصالی، پیوندهای فسفودی استر خاصی را از بریده شدن توسط آنزیم دئوکسی ریبونوکلئازI محافظت می کند، یعنی در این مورد دسته قطعات حاصل از برش کامل نیست، به طوری که قطعات حاصل از برش در محل توالی کنترل وجود ندارد. فقدان این قطعات روی اتورادیوگراف به‌صورت ردپایی ظاهر می شود. این ناحیه از ملکول DNA حاوی توالی تنظیمی است که اکنون می توان از روی اندازه قطعات در دوطرف ردپا آن را مشخص نمود.